# Veran Matić
Veran Matić (in serbo Веран Матић?; 1962) è un giornalista serbo, direttore generale e caporedattore di B92.
Per il periodo di dieci anni ha investito la carica del presidente dell'Associazione dei media elettronici indipendenti (ANEM), che al momento raduna circa cinquanta emittenti radiofoniche e televisive indipendenti dell'intero paese. Caporedattore dell'emittente leader radiofonica e televisiva "B92" (RTV B92) consistente di un'emittente radiofonica, una stazione televisiva, il servizio on-line, Reparto Editoria e Attività culturali, nonché di un'Agenzia di concerti ed il Centro di cultura "REX".

## Biografia
Nato nel 1962, a Šabac, in Serbia, ha conseguito gli studi universitari presso la Facoltà di Filologia dell'Università di Belgrado, alla Cattedra di letteratura generale. Veran Matić svolge l'attività giornalistica a partire dal 1984, presso media alternativi e quelli destinati ai giovani a Belgrado, Zagabria e Lubiana. Aveva iniziato a lavorare presso la NTV Studio B, all'epoca un'emittente televisiva autonoma. Nel maggio del 1989, aveva fondato la Radio B92, prima emittente radiofonica indipendente della Serbia.
L'emittente aveva affrontato all'epoca diverse proibizioni, ma ciò nonostante non aveva mai smesso con la trasmissione dei programmi fino all'assunzione del controllo sull'emittente da parte di un gruppo strettamente legato alle strutture al potere nell'aprile del 1999. Il 24 marzo del 1999, solo poche ore prima del primo attacco aereo delle forze NATO, l'emittente aveva affrontato un'altra proibizione, mentre Veran Matić era stato dichiarato in arresto e gli era stato operato un fermo. Anche con il divieto del funzionamento, l'emittente aveva ripreso la trasmissione tramite Internet fino al pieno ripristino dell'attività.
Sotto la sua guida, la Radio B92 ha finora istituito e sviluppato alcuni centri:
- Centro Internet-OpenNet, il primo provider Internet del paese
- Samizdat B92 - Attività editoriale con numerose testate, compresi i libri sull'indagine relativa alle guerre nell'ex-Jugoslavia, i diritti delle minoranze, e la pubblicazione di tre nuove riviste istituite da questa casa editrice
- REX centro culturale, in cui hanno luogo spettacoli ed eventi di stampo culturale alternativo e progressista
- Produzione cinematografica e video, assegnataria di numerosi premi nazionali ed internazionali
- Produzione dei CD, promotrice di giovani artisti emergenti serbi.
- Nel corso del 2000, Veran Matić fa da ideatore e amministratore di uno dei progetti più significativi nel campo del networking regionale - finalizzato a far fronte alla proibizione dell'emittente. Assistito dai partner rumeni e bosniaci, il sig. Matić, all'epoca fa da fondatore di una rete presente nella maggior parte del territorio serbo, con l'unico scopo di diffondere informazione imparziale sulla cosiddetta "grande marcia su Belgrado", che aveva portato al cambiamento nonviolento del governo di allora. Di conseguenza, nasce la Televisione B92, che al principio trasmette via satellite e tramite reti regionali, dando poi inizio alla trasmissione del programma nella stessa Belgrado, il 5 ottobre del 2000.
- Nel dicembre del 2000, la RTV B92 organizza una conferenza sui media elettronici, in collaborazione con il Consiglio d'Europa, intitolato "I media per un'Europa democratica". (http://www.b92.net/events/conference/ Archiviato il 20 settembre 2010 in Internet Archive.)
- Nel maggio del 2001, la RTV B92 organizza una conferenza sull'argomento: verità, responsabilità e riconciliazione, intitolata "Alla ricerca della verità e responsabilità - verso un futuro democratico" (http://www.b92.net/trr/eng/ Archiviato il 20 settembre 2010 in Internet Archive.)
- Nel febbraio del 2002, la RTV B92 organizza una conferenza internazionale in collaborazione con il Centro per l'attivismo contro la guerra", con argomento dei dossier segreti della polizia, tenuta a Belgrado (http://www.b92.net/konferencije/dosije/index.php Archiviato il 30 gennaio 2011 in Internet Archive.)

## Responsabilità sociale
La responsabilità sociale è da sempre stata nel centro dell'attenzione della B92. Veran Matić, per questo, si è impegnato nel trasformare la B92 in una casa mediatica con alta coscienza sociale, dando inizio a una serie di iniziative umanitarie e di responsabilità sociale: 
- donazione volontaria del sangue
- donazione postuma degli organi
- aumento del numero di donatori potenziali del midollo osseo
- una vasta campagna di prevenzione del tumore al seno che ha risultato nella raccolta di significativi mezzi finanziari ed acquisto del primo mammografo mobile digitale che ha reso possibile a tutte le donne residenti in Serbia con oltre 45 anni di età di sottoporsi al controllo medico.
- costruzione delle "Case di sicurezza" per le vittime della violenza domestica: finora sono state costruite tre case, e altre due sono in costruzione
- "Clown dottori" sono un altro progetto della B92.
- Verso la fine del 2009, ha avuto inizio un'altra iniziativa di largo respiro denominata "Cibo per tutti", finalizzata al provvedimento dell'assistenza alle cucine sociali, nonché a tutti coloro che soffrono la fame in Serbia (gli alimentari raccolti raggiungono il valore di oltre un milione di Euro)
- La fondazione e la gestione della B92 da parte del protagonista costituiscono l'argomento delle seguenti pubblicazioni: "This is Serbia Calling" dell'autore Matthew Collin di un editore inglese oppure "Gerila radio" negli Stati Uniti e nel Regno Unito, che ha avuto alcune ristampe in America ed è stata tradotta in Malesia, Brasile (Radio Gueririlha) ed in Serbia; è in corso la stesura della sceneggiatura per lo schermo.
- Inoltre, in Serbia è stato pubblicato il libro "Movendo le acque in Serbia" di Dušan Matić.

## Editoria
- Co-redazione del libro insieme a Dejan Ilić: "Verità, responsabilità, riconciliazione: Esempi serbi" (coautori e redattori: Dejan Ilić e Veran Matić), [Beograd: Samizdat B92, 2000] Truths, Responsibilities, Reonciliations: The Example of Serbia (Dejan Ilic and Veran Matic, ed., [Beograd: Samizdat B92, 2000])
- Gli articoli di Veran Matić hanno trovato spazio su: The New York Times, The New York Book Review, The Wall Street Journal, Index on Censorship, Frankfurter Allgemeine Zeitung, Le Monde, The Nation, e molti altri.

È vincitore di prestigiosi premi internazionali per il suo impegno ventennale. Elenchiamo solo alcuni tra quelli più significativi:
- 1993 - Premio annuale del Comitato per la tutela dei giornalisti (Committee to Protect Journalists - CPJ), con sede a New York.
- 1998 - Premio "Olof Palme Memorial Fund", assegnatogli per il professionismo giornalistico, condiviso con Viktor Ivančić, caporedattore del settimanale indipendente croato "Feral Tribune" e Senad Pećanin, caporedattore del settimanale sarajevese "Dani".
- 1999 - All'Assemblea annuale del Foro economico mondiale è stato annoverato tra i cento leader globali per il futuro (GLT - Global Leaders of Tomorrow), insieme con Veton Surroi, caporedattore del quotidiano kosovaro "Koha Ditore" e con Saša Vučinić, direttore della compagnia 'Media Development Loan Fund'’, tutt'e tre come rappresentanti della regione jugoslava.
- 1999 - Premio della Scuola di giornalismo Annenberg dell'Università di California per il coraggio giornalistico (USC Annenberg School for Communication)
- 1999 - Premio per la giustizia sociale dell'organizzazione "Bambini che uniscono le nazioni" (Social Justice Award Children Uniting Nations)
- 1999 - Premio Ilaria Alpi, dedicato alla memoria della giornalista inviata di TG3 Rai deceduta in circostanze poco chiare a Mogadiscio
- 2000 - L'Istituto internazionale del giornalismo lo ha classificato tra i 50 eroi della libertà della stampa (International Press Institute - IPI, World Press Freedom Heroe).
- 2004 - Premio della Città di Belgrado per il giornalismo per il 2003. assegnata per un costante impegno nell'ambito di informazione imparziale ed equilibrata, all'insegna del rispetto dei diritti umani e civili.

2009 - Veran Matić, presidente del CdA della B92 - È stato insignito dell'onorificenza più alta della Repubblica francese, Legion d'Oro, Grado di Cavaliere, per i suoi meriti nella continua lotta, a capo di B92, per la libertà dei media.

## Premi assegnati alla compagnia mediatica B92
- 1993 - Premio per la pace del Movimento danese per la pace
- 1993 - Penna per la pace dell'Organizzazione fiamminga per la pace
- 1996 - Radiostation des Jahres [Stazione radiofonica dell'anno], Medienhilfe, Svizzera Grand Prix of Prix Europe, premio del più grande festival radiofonico nel mondo, assegnato per la campagna radiofonica denominata "Difesa della dignità"
- 1998 - Free Media Pioneer, IPI e Fondazione Forum
- 1998 - Premio per la solidarietà assegnato dall'AMARC -Associazione mondiale delle emittenti radiofoniche, con oltre 1000 membri in tutto il mondo

1998 - Premio Free Your mind assegnato dal MTV Europe, per la promozione della tolleranza e rispetto dei diritti umani Robert Schuman Medal assegnato dal Partito popolare europeo presso il Parlamento europeo
- 2000 - Women's Peacepower Media Award per il contributo nell'area di Internet
- 2001 - L'Università delle Arti di Belgrado ha assegnato alla B92 il premio per il supporto fornito all'impegno artistico degli studenti e docenti, e per il suo contributo allo sviluppo dei programmi d'informazione.
- 2003 - B92.net è stato proclamato "Il migliore prodotto IT per la categoria dei siti web locali" da parte della rivista specializzata leader nel settore, "Mikro-PC World"
- 2004 - ai giornalisti Milorad Vesić, giornalista della RTV B92, e Željko Perasović, inviato della Radio B92 in Croazia, è stato assegnato il premio "Libertà dei media - Un segnale per l'Europa del 2003", da parte della filiale austriaca dell'organizzazione internazionale per la libertà dei media "Reporter senza frontiere" per il 2003, per il giornalismo di indagine; la premiazione si è svolta a Vienna
- 2004 - Antonela Riha - vincitrice del rinomato premio nazionale Premio per il giornalismo Jug Grizelj per "i massimi risultati raggiunti nel giornalismo d'indagine finalizzati all'annullamento delle frontiere e sviluppo dell'amicizia tra i popoli".
- 2004 - B92.net - Organizzazione "Società serba per le relazioni pubbliche", ha premiato con delle plaquette le migliori compagnie ed enti nell'area del managemenet PR; la B92 ha ottenuto la plaquette per la categoria Media nuovi / Siti Internet.
- 2004 - B92.net - Il sito web della B92 ha ottenuto il premio dell'UEPS (Associazione Pubblicitari della Serbia) per la categoria "Il nuovo media al servizio della professione".
- 2005 - B92.net - I migliore sito web informativo nella classifica della PC Press.
- 2005 - Zaharije Trnavčević - B92, RTS, Blic, Associazione indipendente dei giornalisti della Serbia, Associazione dei media indipendenti elettronici e il Ministero dell'agricoltura hanno assegnato a Zaharije Trnavčevič Il Premio alla carriera.
- 2005 - B92 - Premio annuale speciale dell'UNICEF per l'altissimo livello di informazione su bambini ed i loro diritti
- 2005 - b92.net - Premio IT Globus, Premio per il miglior sito web assegnato dalla rivista Mikro PC-World
- 2005 - Brankica Stanković - Premio dell'Associazione indipendente dei giornalisti della Serbia (NUNS) per il coraggio ed il giornalismo etico "Dušan Bogavac"
- 2006 - Brankica Stanković - Premio "Jug Grizelj" assegnato per massimi risultati raggiunti nel giornalismo d'indagine finalizzati allo sviluppo dell'amicizia tra gli individui ed annullamento delle frontiere tra i popoli
- 2006 - Marko Vidojković - Premio "La penna di Kočić" assegnato quattro volte all'anno agli scrittori sulle tracce del pensiero e dell'insegnamento di Kočić, i quali ne hanno fatto un modello da seguire
- 2006 - Il team creativo della B92 - Il team creativo della B92 è vincitore del BiZart 2006 Premio per il miglior partnership tra il design ed il settore affaristico.
- 2006 - Srđan Valjarević - Premio "Biljana Jovanović", assegnato dall'Associazione letteraria serba per il romanzo migliore scritto in lingua serba.
- 2006 - Svetlana Lukić e Svetlana Vuković - Premio della Città di Belgrado per il giornalismo per il 2005.
- 2006 - Jasmina Seferović - Il primo premio della NUNS per il giornalismo televisivo per la categoria dei giornalisti giovani
- 2006 - Jasna Janković - Il secondo premio della NUNS per il giornalismo televisivo per la categoria dei giornalisti con esperienza.
- 2006 - Jugoslav Ćosić - Premio "Stanislav Staša Marinković", assegnato dal quotidiano Danas.
- 2006 - B92, Janko Baljak e Drago Hedl - Human Rights Award assegnato al 12. Festival cinematografico di Sarajevo per il miglior documentario della selezione dei programmi documentari regionali sull'argomento dei diritti umani.
- 2006 - Dušan Šaponja e Dušan Čavić - Il secondo posto al primo Festival regionale delle vignette televisive "Press vitez"
- 2006 - Darko Arsić - Carta d'argento al primo Festival regionale delle vignette televisive "Press vitez"
- 2006 - Anja Abramović - Grand prix al primo Festival regionale delle vignette televisive "Press vitez"
- 2006 - Ana Veljković - Premio assegnato dall'Ufficio per l'associazione all'Unione Europea della Serbia per il miglior lungometraggio televisivo sul processo delle integrazioni europee della Serbia per il 2006.
- 2007 - Filip Švarm - "Premio giornalistico Jug Grizelj" - Il Premio viene assegnato per "massimi risultati ottenuti nel giornalismo d'indagine, finalizzati allo sviluppo dell'amicizia tra gli individui ed annullamento delle frontiere tra i popoli".
- 2007 - "Peščanik", Radio B92 - Premio dei Reportera bez granica (Reporter senza frontiere) dell'Austria
- 2007 - Televisione B92 - Premio "Grand Superbrend" per la categoria Media digitali ed Internet
- 2007 - Filip Švarm - Premio dell'Associazione NUNS e dell'Ambasciata degli Stati Uniti assegnato per il giornalismo d'indagine per il serial documentario "Unità'" coproduzione della "Vreme film" e la TV B92
- 2007 - Igor Oršolić - Premio "Silver Bra" per i titoli di apertura della trasmissione "Štiklom u vrata"
- 2007 - B92.net - Premio dell'Associazione per le relazioni pubbliche per il migliore portale Internet
- 2007 - Fondo B92 - Premio per il lancio della campagna "Casa sicura", per il contributo straordinario alla promozione e incitamento di una cultura di responsabilità corporativa e di una gestione d'affari socialmente responsabile.
- 2007 - VIRTUS, premio principale per il contributo alla responsabilità corporativa a livello nazionale
- 2007 - B92 - VIRTUS, premio speciale per il contributo mediatico alla responsabilità corporativa
- 2007 - Dušan Šaponja i Dušan Čavić - Medaglia di bronzo al Festival Press Vitez per il giornalismo per la categoria: giornalista giovane per la vignetta televisiva "Marka žvaka - Red za penzije"
- 2007 - Sandra Mandić - Medaglia d'oro al Festival Press Vitez per il giornalismo per la categoria giornalista giovane per il cortometraggio documentario
- 2007 - B92.net - Premio principale per Il sito web migliore assegnato durante la manifestazione Webfest
- 2008 - B92 - Il primo premio della rivista Status per la migliore emittente televisiva per il 2007.
- 2008 - Danica Vučenić - Il terzo premio della rivista Status per la migliore giornalista per il 2007.
- 2008 - Jugoslav Ćosić - Il secondo premio della rivista Status per il miglior giornalista per il 2007.
- 2008 - Srđan Valjarević - Premio per il miglior libro assegnato dalla Rete delle biblioteche pubbliche in Serbia per la categoria scrittore nazionale nel campo della letteratura e saggistica letteraria e scientifica per il 2007, vincitore Srđan Valjarević per il romanzo "Komo" dell'editore Samizdat B92.
- 2008 - Progetto "Casa sicura per le donne" - Premio per la migliore iniziativa del settore non-governativo. Il Consultorio contro la violenza domestica ha contribuito tramite questo progetto al soccorso delle vittime più esposte alla violenza domestica. Le "case di sicurezza" hanno assicurato tranquillità alle proprie inquiline, delle quali il 90 percento ha in seguito trovato un posto di lavoro e possibilità di un nuovo inizio. In nome del Consultorio, il premio è stato ricevuto da Vesna Stanojević
- 2008 - Danica Vučinić - Premio della Città di Belgrado per il giornalismo
- 2008 - Igor Oršolić - premio GRIFON 2008 per la categoria "Grafica cinematografica, video e televisiva GRIFON 2008"
- 2008 - Mirko Kovač - Premio "Meša Selimovic" per il romanzo "Grad u zrcalu" (Città nello specchio)
- 2008 - Brankica Stanković - Premio "Dr Erhard Busek" assegnato dall'Organizzazione dei media dell'Europa Sud-Est (SEEMO), con la sede a Vienna, per il contributo ad una comunicazione migliore nella regione.
- 2008 - Srđan Valjarević - Il Secondo premio letterario nell'Europa Sud-Est "Banka Austrija literaris 2008", assegnato nell'ambito della Fiera del libro di Vienna
- 2008 - Jugoslav Ćosić - Premio "Ricardo Ortega" per il giornalismo televisivo assegnato dall'UNCA -Associazione degli inviati delle Nazioni Unite
- 2008 - Aleksandra Stanković - Premio nell'ambito del programma della BIRN per l'assegnazione delle borse di studio ai giornalisti dei Balcani
- 2008 - B92.net - "IT globus" della rivista Mikro per il migliore portale web nel 2008.
- 2008 - RTV B92 - Premio per la responsabilità sociale del Economist Media Gruppo
- 2008 - Nikola Radojčić - Premio per il billboard migliore per il 2008: "Ora è troppo tardi per il casco - Non sfidare la sfortuna"
- 2008 - B92 - Premio speciale "Virtus" per il contributo mediatico nell'ambito della responsabilità corporativa.

v2008 - Branka Stamenković, alias Krugolina Borup - Premio Disruption per il 2008, assegnato alla blogista della B92, per il contributo al miglioramento della qualità del lavoro e delle condizioni generali nei reparti di maternità in Serbia
- 2009 - Veran Matić - È stato insignito dell'onorificenza più alta della Repubblica francese, Legion d'Oro, Grado di Cavaliere, per i suoi meriti nella continua lotta, a capo di B92, per la libertà dei media.

## Altri contributi
Tra le conferenze alle quali Veran Matić ha intervenuto come relatore, annoveriamo le seguenti.